# Nomós Kefallinías
Nomós Kefallinías var en prefektur i Grekland.   Den låg i regionen Joniska öarna, i den sydvästra delen av landet, 280 km väster om huvudstaden Aten. Antalet invånare var 37 756. Arean är 904 kvadratkilometer.
Perfekturen delades 2011 i regiondelarna Ithaka och Kefalinia.